# Henry McMaster
Henry McMaster (ur. 27 maja 1947, w Columbia) – amerykański polityk i prawnik, członek Partii Republikańskiej. Od 24 stycznia 2017 roku jest 117. gubernatorem amerykańskiego stanu Karolina Południowa.

## Życiorys
Urodzony 27 maja 1947 roku Henry McMaster został wychowany w Kolumbii, w Karolinie Południowej. Studia licencjackie z historii i studia prawnicze ukończył na Uniwersytecie Karoliny Południowej. W 1973 roku uzyskał tytuł doktora nauk prawnych. W tym samym roku został przyjęty do Izby Adwokackiej hrabstwa Richland.
Służył w rezerwach armii Stanów Zjednoczonych, otrzymując honorowe zwolnienie w 1975 roku. Zdobył wieloletnie doświadczenie prawnicze reprezentując klientów w sądach stanowych i federalnych, procesach i apelacjach.
W latach 1994–2001 przewodniczący Partii Republikańskiej Karoliny Południowej. W latach 2003–2011 prokurator generalny Karoliny Południowej. W latach 2015–2017 zastępca gubernatora. 24 stycznia 2017 roku objął urząd gubernatora Karoliny Południowej jako następca Nikki Haley.

## Kara śmierci
W lipcu 2021 roku podpisał ustawę wznawiającą stosowanie kary śmierci w Karolinie Południowej. Z powodu trudności z uzyskiwaniem trucizny potrzebnej do śmiertelnego zastrzyku nowe prawo ma dać skazanym więźniom wybór pomiędzy krzesłem elektrycznym, a nowo utworzonym plutonem egzekucyjnym.